# Francisco Toledo
Francisco Benjamín López Toledo (17. července 1940 Juchitán de Zaragoza – 5. září 2019 Oaxaca de Juárez) byl mexický malíř a sochař zapotéckého původu.
Studoval na Instituto Nacional de Bellas Artes y Literatura v Ciudad de México, v roce 1959 měl úspěšnou výstavu ve Fort Worthu a v letech 1960 až 1965 pobýval v Paříži, kde spolupracoval se Stanleym Williamem Hayterem. Jeho tvorba byla ovlivněna evropskými avantgardními výtvarníky jako Paul Klee nebo Jean Dubuffet i uměním původních Američanů. Často se věnoval námětům ze zvířecí říše, v jejichž zpracování polemizoval s konvenčními představami o kráse. Je řazen mezi tvůrce proudu Generación de la Ruptura.
Byl dlouholetým aktivistou za práva domorodců a vydával časopis Guchachi' Reza v zapotéckém jazyce. Byl členem Academia de Artes, ve městě Oaxaca de Juárez založil v roce 1988 grafický institut a působil v nadaci Pro-OAX, podporující tradiční kulturu. Financoval komunitní projekty a vystupoval proti pěstování geneticky upravené kukuřice. Účastnil se také protestních akcí proti otevření restaurace McDonald's v Oaxace.
V roce 2005 mu byla udělena Cena za správný život.

## Galerie

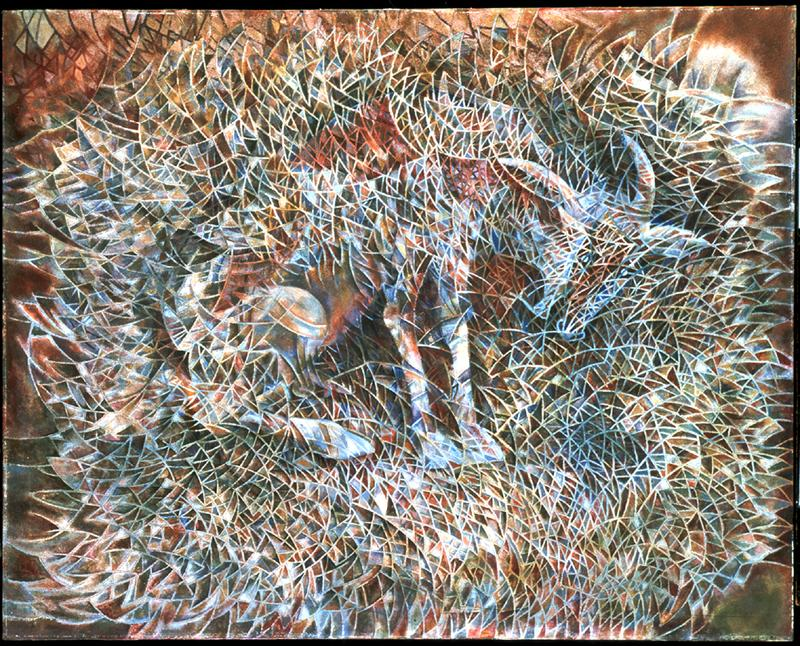
Koza
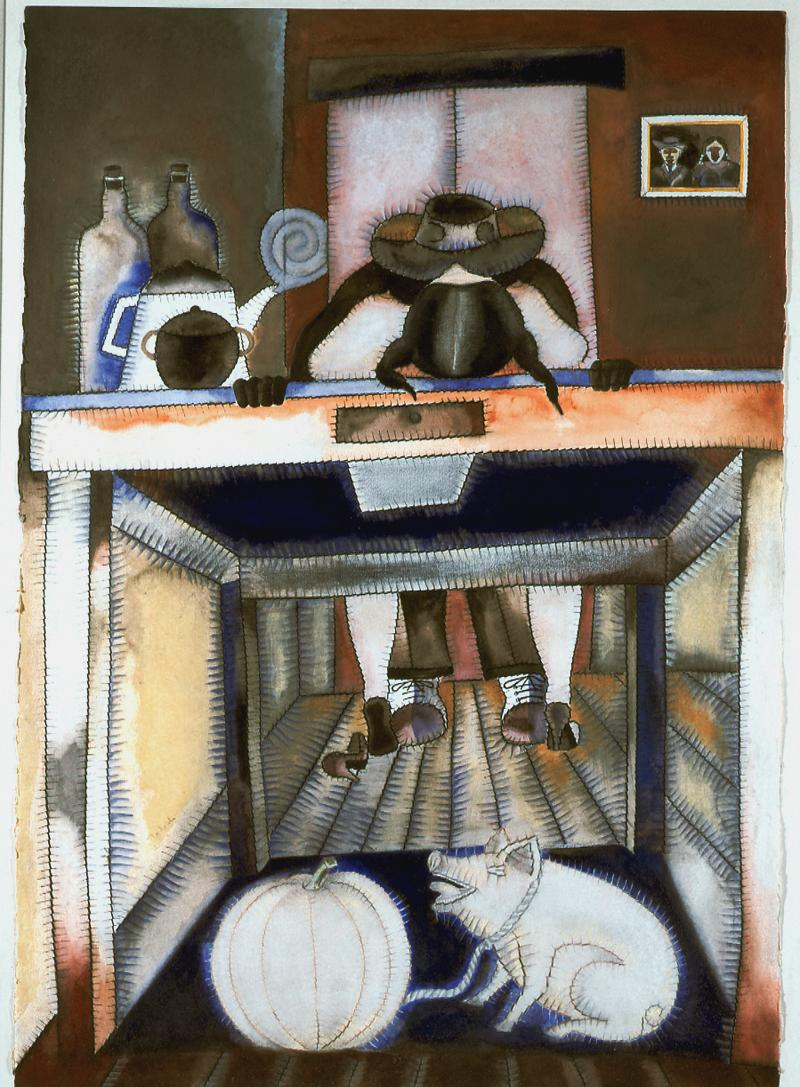
Stůl